# Arnaldo Salvado
Arnaldo José da Silva Salvado (Quelimane, 27 de janeiro de 1959) é um treinador de futebol moçambicano. Atualmente, é secretário-técnico da Federação Moçambicana de Futebol.

## Carreira
Tendo chegado até o terceiro ano do curso de Engenharia Civil na Universidade Eduardo Mondlane, seus primeiros contatos com o esporte foi ainda na década de 1970, quando organizou campeonatos entre faculdades e também passou pelo futsal. 
Seu primeiro trabalho como técnico foi nas categorias de base do Costa do Sol, entre 1979 e 1982, enquanto a estreia como treinador principal foi no Ferroviário de Pemba, onde esteve de 1983 a 1986. Voltou ao Costa do Sol em 1987 para trabalhar como auxiliar-técnico, e em 1990 foi promovido a técnico do time principal dos Canarinhos, onde emplacou um tetracampeonato nacional. Foi no Costa do Sol que Salvado teria maior destaque como treinador, conquistando ainda 2 vezes a Taça de Moçambique e outras 2 Supertaças.
Passou também por Ferroviário de Maputo, Black Leopards (África do Sul), Maxaquene, Atlético Muçulmano e Ferroviário de Nampula, onde saiu em 2017 depois de acusar agentes de prejudicarem seu trabalho. Em sua carreira, Salvado conquistou 13 títulos, sendo o mais bem-sucedido treinador de futebol de seu país.
Pela Seleção Moçambicana, acumulou o cargo de auxiliar-técnico dos Mambas com a função de treinador do Ferroviário de Maputo entre 1995 e 1998, quando comandou a equipe na Copa das Nações Africanas. Em 2019, seu nome chegou a ser cotado para assumir novamente a seleção.

## Títulos
Costa do Sol
- Campeonato Moçambicano: 1991, 1992, 1993, 1994
- Taça de Moçambique: 1992, 1993
- Supertaça de Moçambique: 1993, 1994

Ferroviário de Maputo
- Campeonato Moçambicano: 1997, 1999
- Supertaça de Moçambique: 1997

Atlético Muçulmano
- Taça de Moçambique: 2008

Maxaquene
- Campeonato Moçambicano: 2012
- Supertaça de Moçambique: 2011